# Adam Nyfjäll
Adam Nyfjäll, född 29 juli 1992, är en svensk handbollsspelare. Han är högerhänt och spelar som mittsexa.

## Karriär
Nyfjäll är från Lysekil, och har Lysekils HK som moderklubb. Han gick sedan på handbollsgymnasium i Göteborg och spelade då i Redbergslids IK. Han spelade sedan även för Kärra HF och GF Kroppskultur innan han flyttade till Norge och Viking HK. Efter att ha spelat för tre olika klubbar på tre år i Norge, gick han till danska ligan och SønderjyskE 2016. Efter två år i Danmark kom han tillbaka till Sverige för spel i IFK Kristianstad.
2021 köptes han loss från IFK Kristianstad av tyska Bundesligaklubben HSG Wetzlar. Sedan sommaren 2023 har han kontrakt med TSV Hannover-Burgdorf.

## Individuella utmärkelser
- All-Star Team som Bästa mittsexa i Handbollsligan: 2019/20[8] och 2020/21[9]